# El Aaiún
El Aaiún (arabisch العيون, DMG al-ʿUyūn; Plural von العين / al-ʿAyn / ‚die Quelle‘, Zentralatlas-Tamazight ⵍⵄⵢⵓⵏ Leɛyun), französische Schreibweise Laâyoune, deutsch Ajun, auch El-Ayoun, El-Aioun; ist die größte Stadt im von Marokko annektierten Territorium Westsahara und Hauptstadt der marokkanischen Verwaltungsregion Laâyoune-Sakia El Hamra. Laut Verfassung der exilierten sahrauischen Unabhängigkeitsbewegung Frente Polisario soll El Aaiún Hauptstadt der Demokratischen Arabischen Republik Sahara werden. Im Jahr 1938 auf spanischem Kolonialgebiet gegründet, wurde El Aaiún 1958 dessen Hauptstadt und vergrößerte sich rasch in den 1970er Jahren durch den wirtschaftlich einträglichen Phosphatabbau bei Bou Craa. Seit 1975/76 befindet sich die Stadt unter marokkanischer Kontrolle. De facto ist Tifariti Hauptstadt.

## Lage
El Aaiún heißt „die Quellen“ und bezieht sich auf die Grundwasservorkommen am Saguia el Hamra, einem Trockenfluss (Oued), der in der Steinwüste im Osten beginnt und nördlich der Stadt an Sandbarrieren gestoppt wird. Die Stadt liegt 25 Kilometer von der Küste des Atlantiks entfernt in einer vegetationsarmen, leicht gewellten Wüstenlandschaft mit steinigen und sandigen Flächen. Die Talmulde des Saguia el Hamra bedecken rötliche Böden, die dafür sorgen, dass der Fluss und der einzige größere Süßwassersee des Landes, zu dem er sich am Ende der Regenzeit im Herbst aufstaut, seinem Namen al-ḥamrāʾ („rot“) gerecht wird. Im Westen und Norden ist die Stadt von Sanddünen (Erg) umgeben, die von den besonders im Sommer starken Winden aufgeweht werden. Nur im Flusstal wächst dichtes Buschwerk mit Tamarisken und Nitraria retusa (Familie der Nitrariaceae).
Die Stadt liegt an der einzigen durchgehenden Straße, die Marokko mit Mauretanien entlang der westafrikanischen Küste verbindet. Die Entfernung nach Tan-Tan, der ersten größeren Stadt Richtung Nordosten beträgt 236 Kilometer und weiter nach Agadir insgesamt 500 Kilometer. In südwestlicher Richtung ist die zweitgrößte Stadt Ad-Dakhla 540 Kilometer entfernt. Die älteste Stadtgründung in der Westsahara ist Smara im Landesinnern, die auf einer in den 1960er Jahren gebauten, 240 Kilometer langen Asphaltstraße erreicht wird. In El Aaiún Playa, 30 Kilometer südwestlich befindet sich der Phosphatverladehafen, zu dem das Mineral aus Bou Craa, rund 100 Kilometer südöstlich, transportiert wird. Der Hafen verfügt auch über Kais für die allgemeine Güterverladung. Der kleine Badeort Foum el Oued, 25 Kilometer entfernt an der Atlantikküste, eignet sich für einen Tagesausflug.
Zwei Kilometer südwestlich des Stadtzentrums befindet sich der Flughafen El Aaiun Hassan I.

## Bevölkerungsentwicklung
| Jahr      | 1982    | 1994    | 2004    | 2014              |
| Einwohner | 113.411 | 136.950 | 183.691 | 217.732 (Provinz) |

Die enorme Steigerung der Bevölkerungszahlen setzte erst nach dem Beginn des Phosphatabbaus und der Besetzung der Westsahara-Gebiete durch Marokko in den Jahren 1975/76 ein.

## Geschichte
Die frühesten Berichte arabischer Seefahrer aus dem Maghreb stammen aus dem 14. Jahrhundert. Sie kamen aus dem Maghreb und erreichten die Küste zumeist schiffbrüchig. Als gläubige Muslime wurden sie von der bereits islamisierten Bevölkerung freundlich empfangen. Europäischen Reisenden auf dem Landweg war der Trockenfluss Saguia el Hamra um 1350 bekannt. Im 15. Jahrhundert gab es an der Küste einen gleichnamigen kleinen Ort, der ein Zentrum für islamische Gelehrte und Sufi-Heilige war.
Die Gründung von Siedlungen an der westsaharanischen Küste geschah Ende des 19. Jahrhunderts weniger aus kolonialen Absichten des spanischen Monarchen, sondern nach dem Willen von fünf Wirtschaftsgesellschaften, die sich in Madrid zwischen 1876 und 1884 gegründet hatten und Handelsverträge mit den Sahrauis abschließen wollten. Die Suche nach geeigneten Standorten führte in der südlich gelegenen Rio de Oro-Bucht Ende 1884 zur Gründung von Villa Cisneros (heute Ad-Dakhla). Für den Nordteil der Westsahara wurden die spanischen Ansprüche erst in einem Vertrag mit Frankreich vom 12. November 1912 bestätigt und die Provinz Saguia el Hamra als „außerhalb des marokkanischen Territoriums“ festgelegt. Damit konnte das Gebiet spanische Kolonie werden.
Bis 1934 beschränkten die Spanier ihre Anwesenheit auf kleine Siedlungen an der Küste, von denen aus sie mit dem Inland Handel trieben. Die spanischen Händler hatten weder die Absicht, die Sahrauis zu unterwerfen, solange diese darauf verzichteten, die spanischen Siedlungen anzugreifen, noch hätten sie die Möglichkeit gehabt, um die Überfälle (ghazzi) der Sahrauis zu unterbinden. Dies blieb den Franzosen überlassen, die in mehreren Gefechten bei Ifni, das zum spanischen Kolonialgebiet gehörte, die Aufständischen schließlich im April 1934 „befriedeten“. Im Mai entsandten die Spanier erstmals ein Militärkommando ins Landesinnere, um Smara zu besetzen.

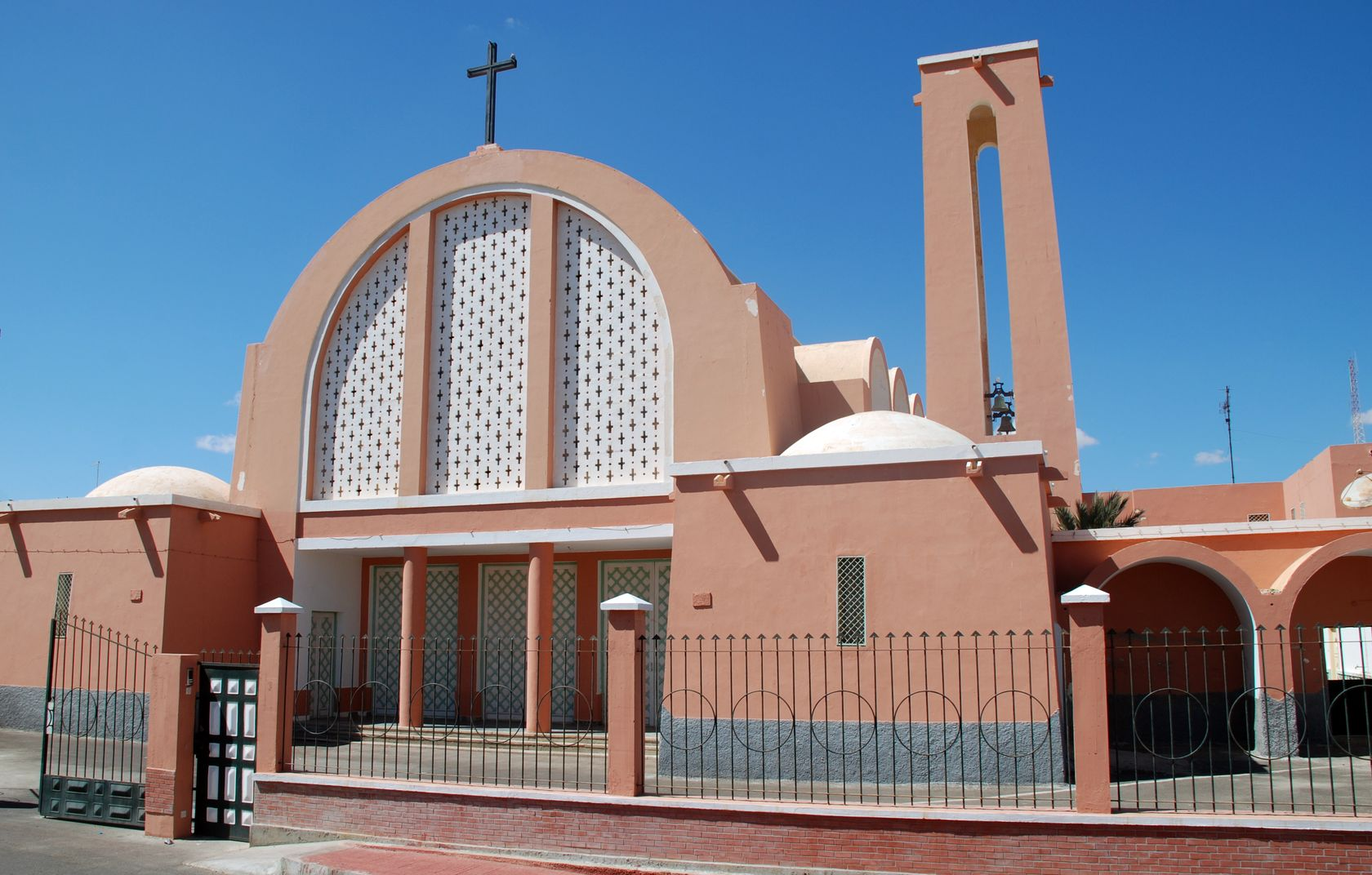
Katholische Kathedralkirche Franz von Assisi, erbaut 1954

Wo Oberstleutnant Del Oro 1938 reichlich Trinkwasservorkommen fand, gründeten die Spanier El Aaiún, das in den ersten Jahren aus einigen Häusern um eine Garnison bestand, in denen fast ausschließlich Europäer lebten. Im Januar 1958 wurde per Dekret das Kolonialgebiet Africa Occidental Española aufgelöst und die dazugehörenden Verwaltungsgebiete Saguia el Hamra und Rio de Oro zur spanischen Provinz Westsahara (Sahara español) erklärt, wobei der Charakter einer Kolonie nur auf dem Papier verschleiert werden konnte. Hauptstadt dieser Provinz wurde El Aaiún. Dort war der Amtssitz eines General-Gouverneurs, der ein hoher Militäroffizier sein musste und die letzte Verantwortung innerhalb der Provinz trug.
1962 erhielten die immer noch kleinen Städte Aaiún und Villa Cisneros den Status von Gemeinden (terminos municipales), mit dem Recht, Stadträte (ayuntamientos) zu wählen. Orte von geringerem Status waren Smara und La Gouira. Die zwölf Stadträte von Aaiún wurden ebenso wenig demokratisch gewählt wie ihre Amtskollegen in Spanien während der franquistischen Diktatur. Bei den ersten Wahlen im Mai 1963 kamen bei angegebenen etwa 80 Prozent Wahlbeteiligung sieben Spanier und fünf Sahrauis in den Rat.
Erst ab Anfang der 1970er Jahre erfolgte der Ausbau El Aaiúns zu einer modernen Stadt, nachdem der ein Jahrzehnt zuvor begonnene Abbau von Phosphat in Bou Craa und der Neubau des Verladehafens die Investitionen in die Region beflügelten. Es entstand ein Geschäftszentrum mit einem rechtwinkligen Straßennetz, Restaurants und einer Reihe Hotels, die praktisch ausschließlich für die Bedürfnisse europäischer Expats geplant waren. Zugleich nahm die Zahl der in die Stadt ziehenden Sahrauis stark zu. Viele von ihnen ließen sich in Zelten (chaimas) oder provisorischen Behausungen am Stadtrand nieder. So entstanden faktisch getrennte Viertel für die unterschiedlichen Bevölkerungsgruppen, ohne dass eine offizielle Diskriminierung in diesem Bereich stattgefunden hätte. Nach den Zahlen der spanischen Kolonialverwaltung lebten im Jahr 1963 genau 3545 Europäer in der Stadt, 1967 waren es 5842 und 1974, der letzten spanischen Volkszählung, über 10.000. Die Zahl der Sahrauis wurde für 1963 mit 5021 und für 1974 mit 28.499 angegeben. Die Militärpräsenz war immer konstant hoch, sie betrug ungefähr einen Soldaten auf vier bis fünf Zivilisten.
Ab Herbst 1974 nahmen Demonstrationen von Anhängern der Frente Polisario in den Städten zu; so demonstrierten am 13. Oktober sahrauische Arbeiter und Arbeitslose in Aaiún für höhere Löhne und eine soziale Absicherung nach dem Beispiel der europäischen Beschäftigten. Studenten forderten die Einführung arabischer Unterrichtsinhalte, höhere Stipendien und bessere Unterkünfte. Nach mehreren Verhaftungen von Streikenden protestierten Polisario-Unterstützer dagegen mit weiteren Streiks.
El Aaiún blieb Verwaltungssitz der Kolonie Spanisch-Sahara bis zum Rückzug Spaniens, der in der Madrid-Vereinbarung am 14. November 1975 beschlossen wurde. Anfang November bekräftigte Marokko durch den Grünen Marsch, bei dem zahlreiche der etwa 350.000 versammelten marokkanische Zivilisten über die Grenze gebracht wurden, seinen Anspruch auf die Westsahara. Wegen der spanischen Militärpräsenz unterblieb der geplante Vormarsch nach El Aaiún. Am 25. November zogen marokkanische Soldaten in die spanischen Kasernen der Stadt ein. Kämpfer der Frente Polisario setzten ihren Aufstand nun gewaltsam gegen die marokkanische Besatzung fort. Bis Ende 1975 verließen die Europäer die Stadt, die meisten Sahrauis flohen in Flüchtlingslager in die Gegend von Tindouf in Algerien.

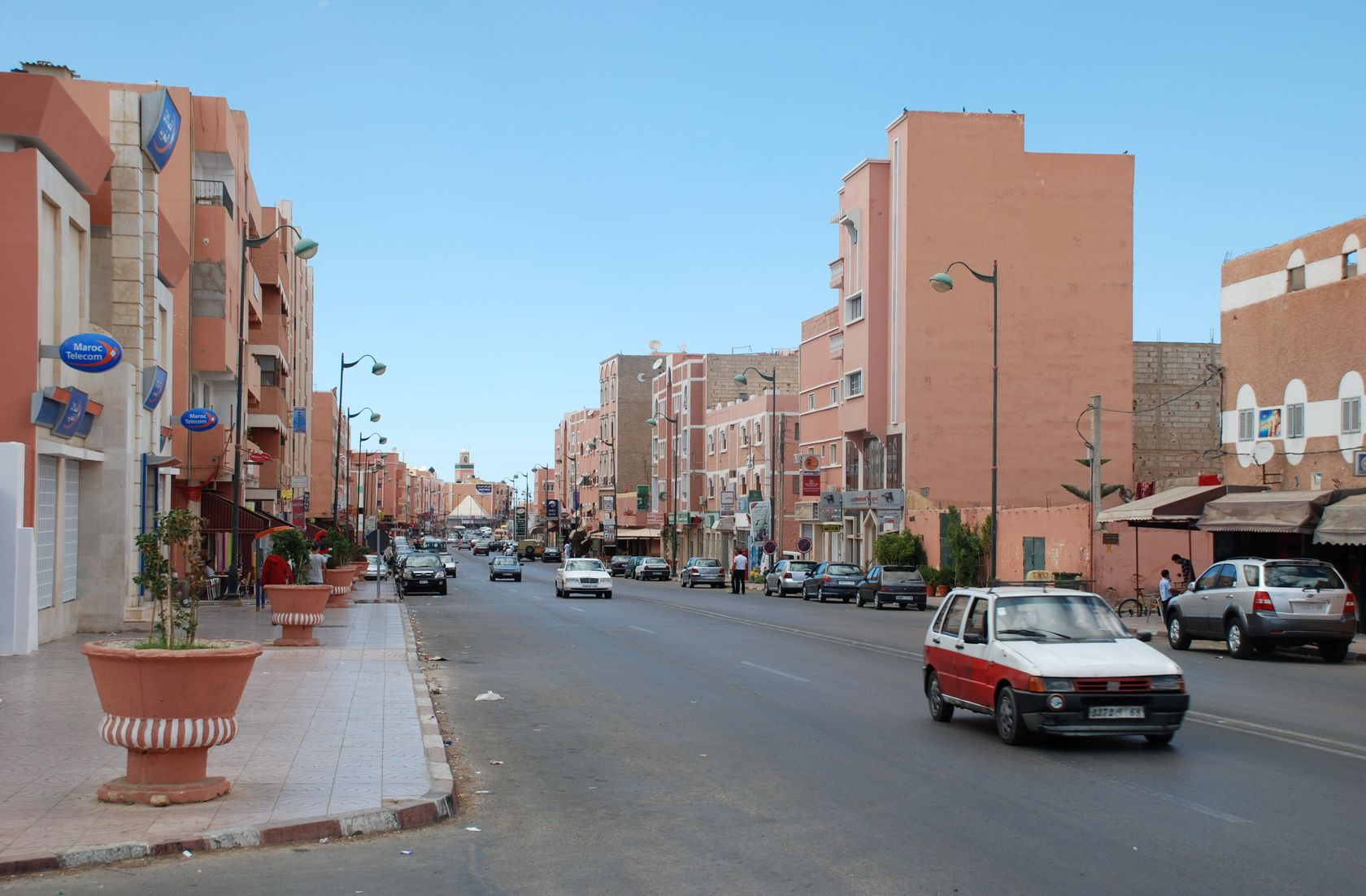
Hauptgeschäftsstraße Boulevard de Mekka. Im Hintergrund die Moschee Moulay Abd el Aziz

Gemäß der Vereinbarung zwischen Marokko und Mauretanien von 14. April 1976 wurden die nördlichen zwei Drittel der Westsahara dem marokkanischen Sektor zugeschlagen, einschließlich El Aaiún, das wenige Monate danach zur Hauptstadt einer der drei neuen Südprovinzen bestimmt wurde. Nun begann der forcierte Zuzug von Tausenden Marokkanern, die bald die Mehrheit der Bevölkerung darstellten. Mit dem Bau des Marokkanischen Walls ab 1982 wurde die Lage in der Stadt sicher, sodass die Zahl der Einwohner 1984 einschließlich Umland etwa 90.000 betrug.
Die Marokkaner wurden durch höhere Löhne, Steuerermäßigungen, Anspruch auf Häuser und schulische Ausbildung zur Zuwanderung bewogen. Es entstanden Arbeitsplätze in der Verwaltung, im Dienstleistungsbereich allgemein und im Bauwesen. Um den Anspruch auf die Westsahara als Teil Marokkos zu bekräftigen, investierte der Staat in El Aaiún wie in den übrigen Städten der Westsahara viel Geld in den Ausbau der Infrastruktur. Der Bau breiter Straßen, neuer Moscheen und die Anlage zentraler Plätze gehörten hierzu, ebenso die wesentlich verbesserte Wasser- und Stromversorgung. Kritisiert wird, dass viele dieser Projekte aus Prestigegründen durchgeführt wurden und nicht den Interessen der lokalen Bevölkerung entsprachen. Ein Dutzend Hotelneubauten für Touristen, ein Sportstadion mit 35.000 Sitzplätzen, große Moscheen, ein Zoo und eine Ausstellungshalle haben sich als überdimensioniert für die in allen Fällen geringen Besucherzahlen herausgestellt.
Unabhängig vom ungeklärten, politisch zu lösenden Westsaharakonflikt gibt es in der Stadt soziale Probleme, die nicht allein mit baulichen Investitionen behoben werden können. Die Arbeitslosigkeit ist hoch, was eine zunehmende Kriminalitätsrate zur Folge hat. Zwischen 1998 und 2002 gab es mehrere Unruhen auf den Straßen, von denen einige durch Schulabgänger ohne Berufsaussichten angestiftet wurden. Dies betrifft Marokkaner und Sahrauis gleichermaßen. Die Stadtverwaltung begegnet der Unzufriedenheit in der Bevölkerung mit einer Mischung aus kleineren Zugeständnissen und stärkerem Druck, der nach außen an einer hohen Polizeipräsenz an allen Straßenkreuzungen erkennbar ist.

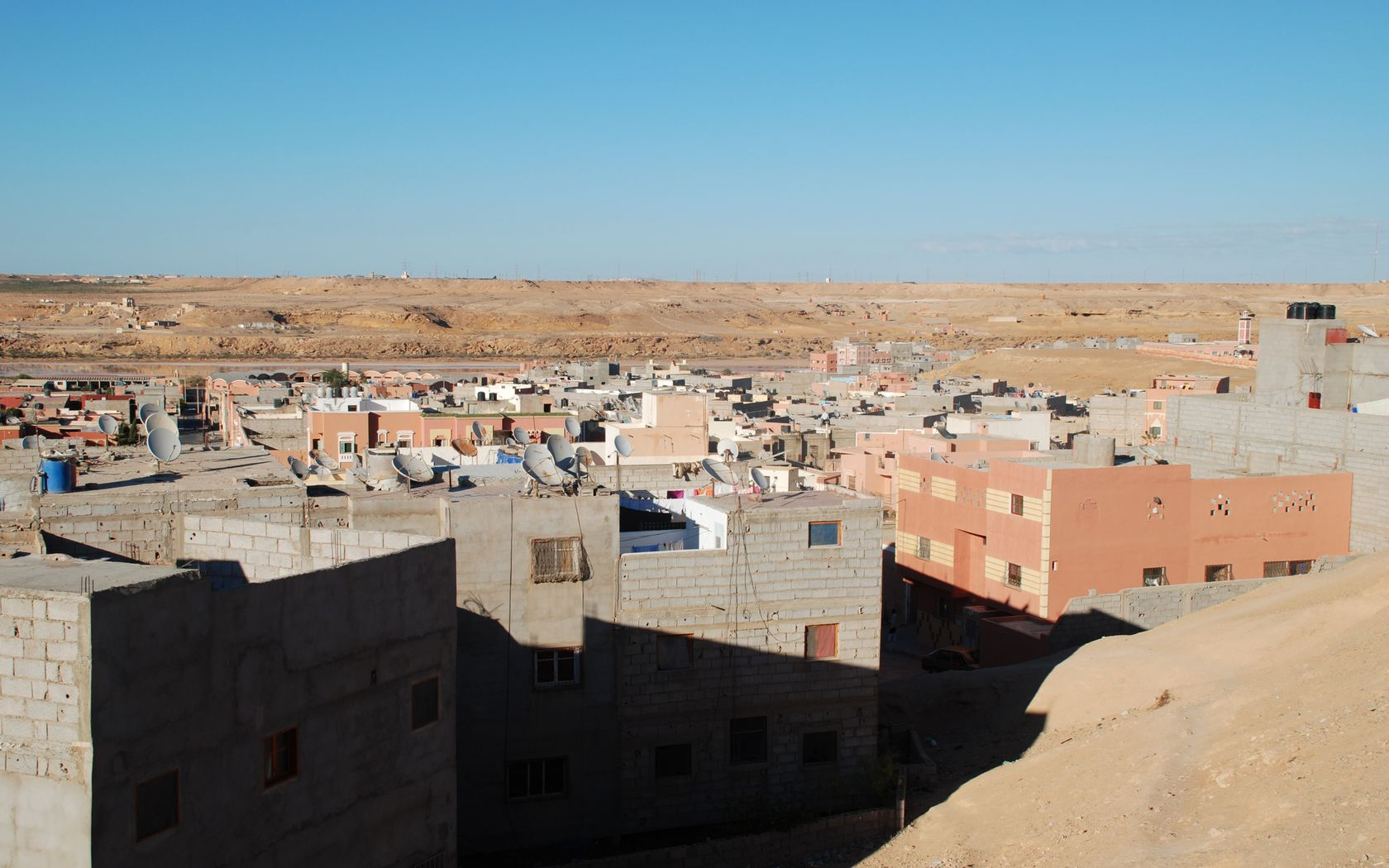
Einfaches Wohnviertel mit hoher Bevölkerungsdichte zwischen Altstadt und Saguia el Hamra

Nach langen Jahren relativer äußerer Ruhe formierte sich im Oktober 2010 eine Protestbewegung von Sahrauis, die auf den ungeklärten Westsaharakonflikt und auf ihre gesellschaftliche und wirtschaftliche Lage aufmerksam machen wollten. Über mehrere Wochen wuchs das Zeltlager Gdaim Izyk zehn Kilometer östlich von El Aaiún durch ständigen Zustrom von Menschen, die aus den städtischen Vororten und von weiter herkamen, bis auf rund 12.000 friedliche Demonstranten. Am 8. November stürmten marokkanische Sicherheitskräfte gewaltsam das Lager, wobei es zu mindestens elf Toten und zahlreichen Verletzten kam. In einem Entschließungsantrag des Europäischen Parlaments vom 23. November wurde der Angriff als schwerwiegend und unverhältnismäßig bezeichnet.
Bei der Volkszählung 2004 betrug die Einwohnerzahl 183.691, die bei der Zählung von 2014 auf 217.732 Einwohner angewachsen war.

## Stadtbild
Der älteste Stadtteil um die ehemalige Garnison steigt über mehrere Ebenen am Hang des südlichen Flussufers hinauf. Hier sind in den Nebenstraßen und Gassen die durchschnittlich dreigeschossigen Häuserblocks mit kleinen Läden aus spanischer Zeit dicht aneinandergebaut. Westlich vom zentralen Platz dieses Viertels (Place Hassan II), der von der Stuckfassade des Krankenhauses begrenzt wird, liegt die Kirche von 1954 mit einem Tonnendach aus einer Betonschale. Das Franz von Assisi geweihte Gotteshaus wurde auf General Francos Wunsch 1950 zusammen mit der Kirche von Ad-Dakhla vom selben Architekten entworfen, der auch für das Valle de los Caídos bei Madrid verantwortlich ist. Näher zum Fluss und nach Westen geht der kleinteilige, aber gepflegte Stadtteil in ärmliche informelle Viertel über.

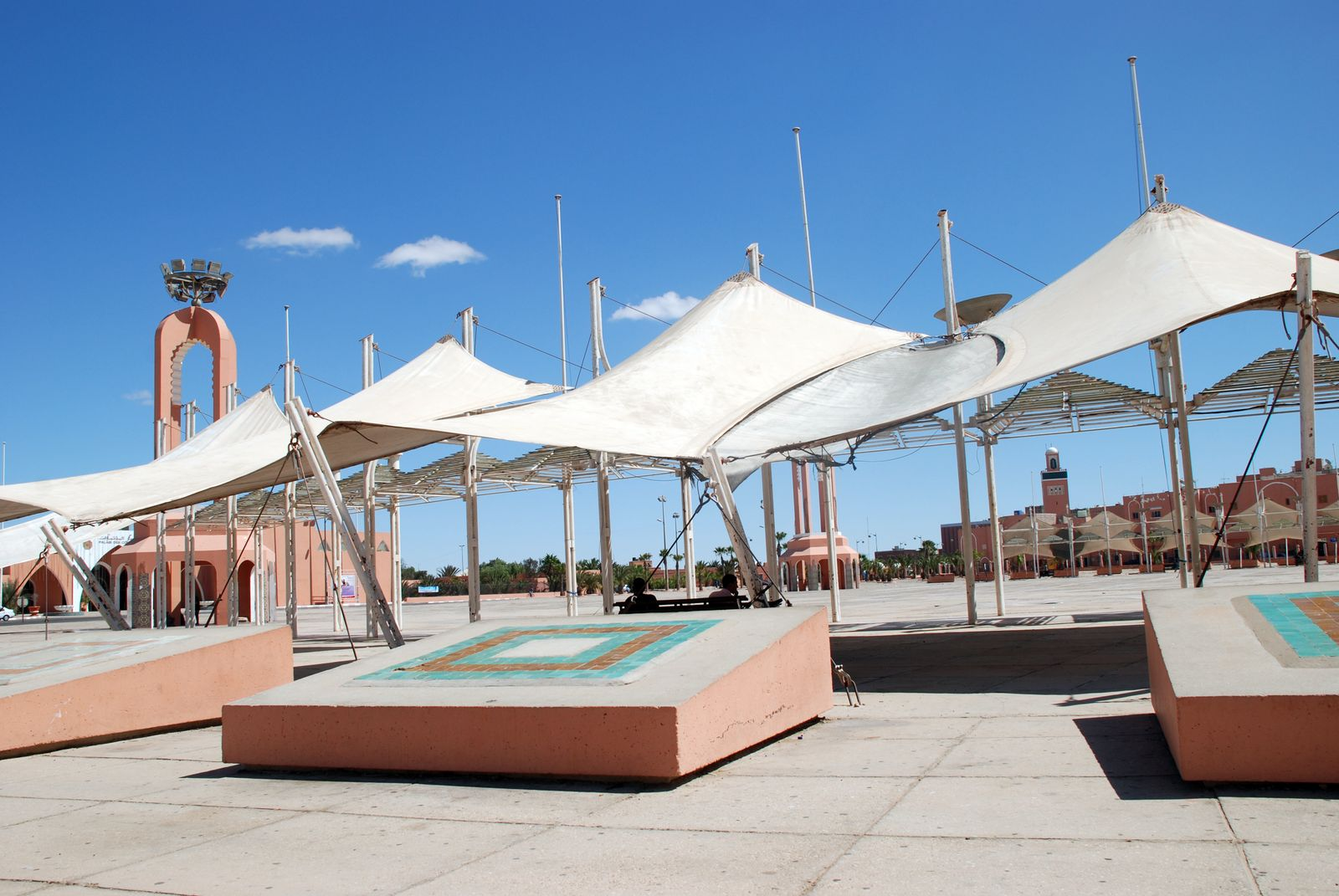
Place du Mechouar

Im Gegensatz dazu schließt sich südlich auf dem höchsten Punkt der Stadt der unverhältnismäßig große, zu Repräsentationszwecken angelegte Paradeplatz (Place du Mechouar) an, an welchem auch die im Jahr 1978 im neo-maurischen Stil erbaute Freitagsmoschee steht. An der nördlichen Stirnseite wird er von einem Konferenzgebäude begrenzt, in dem 1985 eigens zur Eröffnung eine Parlamentssitzung abgehalten wurde. Nach Vorstellung der Planer hätte der Platz für Bevölkerung und Besucher der zentrale Anziehungspunkt werden sollen, stattdessen unterstreicht er den eher sterilen Charakter der Stadt als modernes Handels- und Verwaltungszentrum. Südwestlich dieser Freifläche endet die Landebahn des Flughafens, nach Südosten dehnt sich ein weitläufiges Wohn- und Geschäftsviertel mit breiten Straßen aus. Die modernen, nach 1976 entstandenen Stadtviertel sind, wie für viele marokkanische Städte typisch, durchgängig in einem rosafarbenen oder ziegelroten Farbton mit einigen weißen Flächen dazwischen gestaltet.
Die Innenstadt ist von einem Ring schnell und ungeplant gebauter Wohnblocks umgeben, in denen der größte Teil der Einwohner untergekommen ist.

## Wirtschaft, Infrastruktur und Kultur
Die Ibnou Zohr-Universität hat eine Niederlassung in El Aaiún.
Der städtische Fußballverein heißt Jeunesse d’El Massira.
El Aaiún ist seit 1954 Sitz der Apostolischen Präfektur Westsahara der Römisch-katholischen Kirche. 1954 wurde die Kathedrale des Heiligen Franz von Assisi errichtet.

## Persönlichkeiten
Eine bekannte Einwohnerin der Stadt ist Aminatou Haidar (* 1966), die wegen ihres gewaltfreien Einsatzes im Westsaharakonflikt in auswärtigen Medien bisweilen als „Gandhi der Westsahara“ bezeichnet wird.

## Städtepartnerschaften
- Málaga, Spanien
- Montevideo, Uruguay[17]